# Kinsan Ginsan
"Kinsan Ginsan" (きんさんぎんさん) è il nome con cui divennero celebri due gemelle omozigoti giapponesi,  
Kin Yano, vedova Narita (in giapponese: 矢野 きん; Yano Kin; Nagoya, 1º agosto 1892 – Nagoya, 23 gennaio 2000), e  
Gin Yano, vedova Kanie (in giapponese: 矢野 ぎん; Yano Gin; Nagoya, 1º agosto 1892 – Nagoya, 28 febbraio 2001), note per la propria longevità, grazie alla quale ottennero notorietà internazionale.
Oro e Argento (traduzione dei loro nomi con i quali divennero note in Occidente), native di Nagoya, vissero rispettivamente sino a 107 anni e 175 giorni e 108 anni e 211 giorni.

## Biografie
Le gemelle nacquero nel villaggio di Narumi, nella Prefettura di Aichi (oggi nella città di Nagoya), il 1º agosto 1892. Test effettuati successivamente confermarono che Kin e Gin erano due gemelle omozigoti, con anche lo stesso gruppo sanguigno.
Appartenenti a una famiglia povera, prime di sette figli, per volere del padre, contadino analfabeta, si recarono comunque a scuola, a giorni alterni. 
Gin sposò a 21 anni il figlio di un contadino, nel 1913; l'anno successivo ebbero una figlia, seguita da altre tre. Argento si dedicò per gran parte della propria vita alla bachicoltura e alla produzione della seta. Anche Kin si sposò; dal marito ebbe cinque figlie e sette figli. Successivamente, rimasero entrambe vedove.

### Longevità e fama
Nel 1991, a 99 anni, ricevettero le congratulazioni da parte del governatore della prefettura di Aichi e del sindaco di Nagoya. Lo stesso anno, vista la loro particolare età, furono assunte per realizzare uno spot televisivo della compagnia Duskin, della durata di quindici secondi. In tale pubblicità le due gemelle, abbigliate con i costumi tradizionali, riferivano agli spettatori la loro età arrotondata (100 anni), seguita poi da una voce fuoricampo che recitava in rima una frase legata al numero con due zeri, mirata a invogliare al consumo l'utente televisivo. A seguito della diffusione di questo spot, le due gemelle ottennero immediata notorietà nazionale.
Nello stesso periodo Kin rischiò di morire soffocata a seguito dell'ingerimento di un boccone di pesce, e dovette recarsi d'urgenza all'ospedale locale; immediatamente una numerosa folla s'appostò al di sotto della finestra della sua stanza, timorosa che quella che il Washington Post non ha esitato a definire "idola pop" potesse morire. Quando poi, uscita di pericolo, poté fare ritorno a casa, la donna dimostrò il proprio stupore di fronte al suo vasto seguito, riferendo di non poter credere che un così numeroso gruppo di persone potesse essere interessata a lei.
Nel 1992, anno in cui celebrarono cento anni, totalizzarono quasi quaranta apparizioni televisive. In aprile, durante un'intervista, Hiroshi Shibata, direttore dell'Istituto Metropolitano di Gerontologia di Tokyo, definì le gemelle un'ispirazione per tutti i giapponesi, lodando la loro straordinaria vitalità, nonostante l'avanzata età. Per la loro gigantesca notorietà, "simpatia" e "amabilità" ricevettero un gran numero di premi, incluso il Gran Premio Annuale.
Contemporaneamente passarono al mondo musicale, lanciando un CD, Kin-chan Gin-chan, scritto da Reiko Matsumoto e composto da Yusuke Hoguchi, il quale esordì alla 39ª posizione nella classifica stilata dalla Oricon (Original Confidence). In settembre la NHK, servizio pubblico radiotelevisivo giapponese, trasmise un documentario della durata di 44 minuti incentrato sulle loro figure. Tale documentario, specie nell'area di Nagoya, riscosse uno straordinario successo, raggiungendo uno share del 31,0%. Nel dicembre 1992 furono invitate al noto programma televisivo La stanza di Tetsuko (『徹子の部屋』), esperienza che avrebbero ripetuto nel 1998.

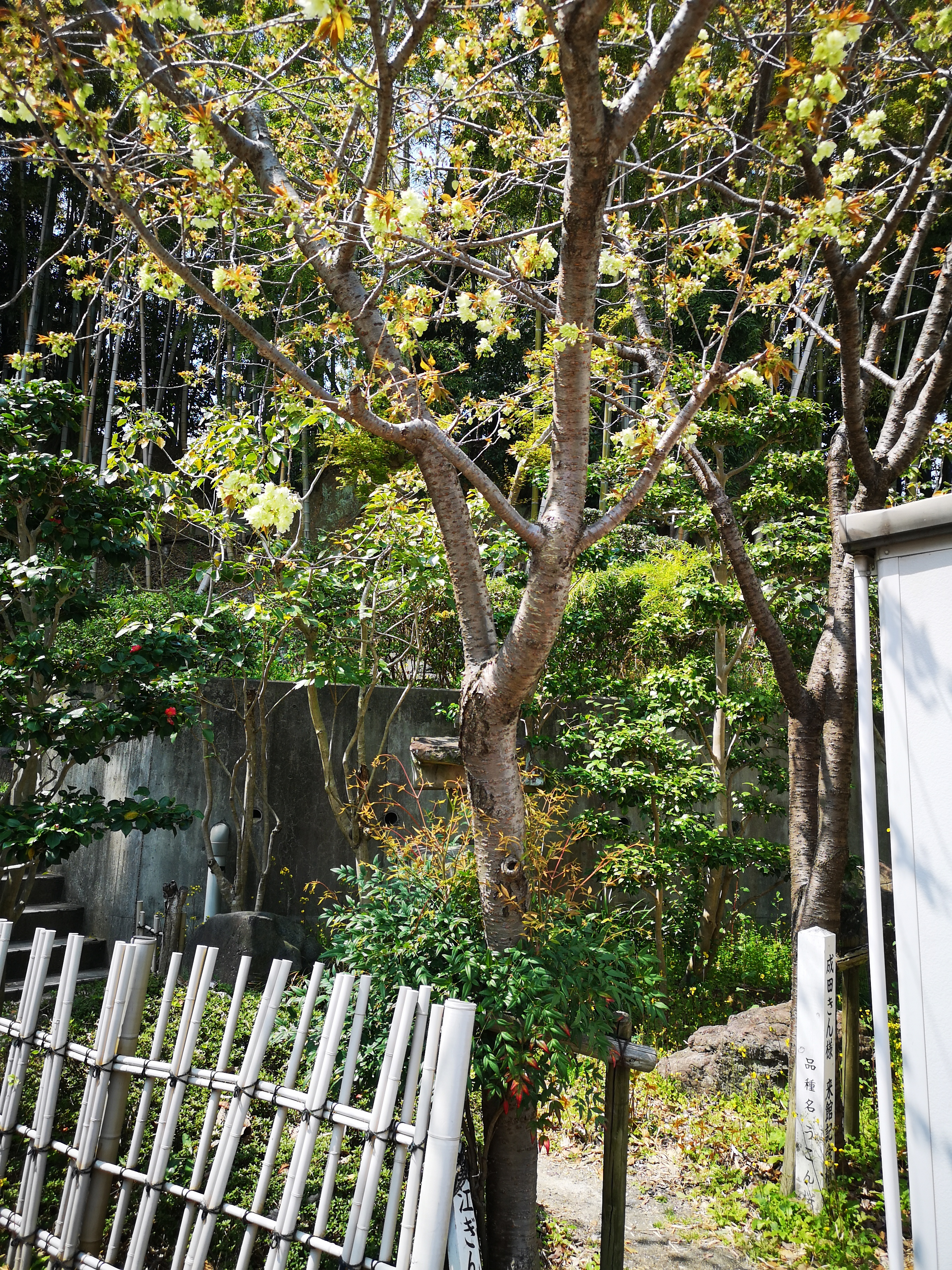
Uno degli alberi piantati in occasione del 107º compleanno delle gemelle.

Nei successivi due anni collezionarono altrettante apparizioni televisive; a 102 anni, nella primavera del 1995, fecero il loro primo viaggio al di fuori del Giappone, a Taiwan, dove in un parco incontrarono migliaia di gemelli. Tale evento fu seguito da diversi media giornalistici internazionali. Nel 1997 visitarono la Corea del Sud. I loro successivi compleanni furono sotto i riflettori dalla stampa internazionale, e trasmessi in tutto il Giappone.
Circa sei mesi dopo la celebrazione del loro 107º compleanno, durante il quale avevano partecipato alla cerimonia per la piantagione di alcuni alberi, il 23 gennaio 2000 morì a Nagoya una delle due gemelle, Kin, a causa di un'insufficienza cardiaca. Gin si recò a visitare la sorella defunta, che il New York Times riporta avesse detto alla gemella, due giorni prima di morire: «Tu andrai in Paradiso e io all'Inferno». Sul corpo venne effettuata un'autopsia, che confermò le cause del decesso. Le sopravvissero undici figli (quattro maschi e sette femmine), undici nipoti, sette bisnipoti e un trisnipote.
A poco più di un anno di distanza dalla sorella, anche Gin morì, il 28 febbraio 2001; dall'aprile precedente, a seguito del decesso della gemella, era rimasta allettata. Le sopravvissero quattro figlie, cinque nipoti e nove bisnipoti. Le due Yano avevano avuto modo di dire che il segreto per vivere a lungo fosse quello di fare una vita semplice, e nel loro caso di essere state gemelle, in quanto affermavano di avere sempre bisogno una dell'altra.